# Thác Ia Grăng
Thác Ia Grăng là thác trên suối Ia Grăng ở vùng đất xã Ia Grăng, huyện Ia Grai, tỉnh Gia Lai, Việt Nam.

## Địa lý
Thác Ia Grăng ở (làng) Plei Mèo 1 xã Ia Grăng, nằm giữa hai thủy điện Ia Grăng 1 và 2 trên suối Ia Grăng.
Đường đến thác theo đường bộ từ trung tâm thành phố Pleiku 13°58′36″B 108°00′21″Đ / 13,976731°B 108,005903°Đ khoảng 25 km về phía tây. Đường đi rất thuận lợi cho du lịch trong ngày. Từ thành phố đi theo đường tỉnh 664 qua cầu Ia Châm đến (làng) Plei Krung 13°56′24″B 107°47′32″Đ / 13,939867°B 107,792234°Đ thỉ rẽ hướng bắc.
Tới trung tâm hành chính xã Ia Grăng 13°57′45″B 107°47′30″Đ / 13,962478°B 107,791616°Đ thì đi tiếp về hướng bắc cỡ 1,5 km theo đường liên xã.
Có văn liệu gọi tên thác là Thác Ia Hrung, do trước đây là vùng đất này thuộc xã Ia Hrung.

## Suối Ia Grăng
Suối Ia Grăng là một phụ lưu của suối Ia Khai, chảy ở huyện Ia Grai tỉnh Gia Lai.
Suối bắt nguồn từ các nhánh ở vùng giáp ranh phía bắc xã Ia Bă huyện Ia Grai, chảy uốn lượn theo hướng nam. Đến xã Ia Grăng thì chảy hướng tây và đổ vào suối Ia Khai 13°58′51″B 107°44′12″Đ / 13,980943°B 107,736766°Đ ở buôn Hlu xã Ia Tô.

## Sự cố du lịch
Chiều ngày 18/08/2019 một nhóm thanh niên đến thác tắm, thì có 3 người bị tai nạn và chết. Đến sáng 20/08/2019 thợ lặn đã tìm thấy thi thể nạn nhân.